# Seznam guvernerjev Connecticuta
Seznam guvernerjev Connecticuta.

## Guvernerji kolonije, 1639-1662
- John Haynes 1639-1640
- Edward Hopkins 1640-1641
- John Haynes 1641-1642
- George Wyllys 1642-1643
- John Haynes 1643-1644
- Edward Hopkins 1644-1645
- John Haynes 1645-1646
- Edward Hopkins 1646-1647
- John Haynes 1647-1648
- Edward Hopkins 1648-1649
- John Haynes 1649-1650
- Edward Hopkins 1650-1651
- John Haynes 1651-1652
- Edward Hopkins 1652-1653
- John Haynes 1653-1654
- Edward Hopkins 1654-1655
- Thomas Welles 1655-1656
- John Webster 1656-1657
- John Winthrop mlajši 1657-1658
- Thomas Welles 1658-1659
- John Winthrop mlajši 1659-1662

## Guvernerji kolonije New Haven, 1639-1665
- Theophilus Eaton 1639-1658
- Francis Newman 1658-1660
- William Leete 1661-1665

## Guvernerji kolonije Connecticut, 1662-1776
- John Winthrop mlajši 1662-1676
- William Leete 1676-1683
- Robert Treat 1683-1687
- Sir Edmond Andros 1687-1689
- Robert Treat 1689-1698
- Fitz-John Winthrop 1698-1707
- Gurdon Saltonstall 1707-1724
- Joseph Talcott 1724-1741
- Jonathan Law 1741-1750
- Roger Wolcott 1750-1754
- Thomas Fitch 1754-1766
- William Pitkin 1766-1769
- Jonathan Trumbull 1769-1776

## Guvernerji države Connecticut, 1776-danes
- Jonathan Trumbull 1776-1784
- Matthew Griswold 1784-1786
- Samuel Huntington (Federalist) 1786-1796
- Oliver Wolcott (Federalist) 1796-1797
- Jonathan Trumbull mlajši (Federalist) 1797-1809
- John Treadwell (Federalist) 1809-1811
- Roger Griswold (Federalist)1811-1812
- John Cotton Smith (Federalist) 1812-1817
- Oliver Wolcott mlajši (Toleration Party) 1817-1827
- Gideon Tomlinson (Republikanec/Demokrat) 1827-1831
- John S. Peters (Nacionalni republikanec) 1831-1833
- Henry W. Edwards (Demokrat) 1833-1834
- Samuel A. Foot  (Whig) 1834-1835
- Henry W. Edwards (Demokrat) 1835-1838
- William W. Ellsworth (Whig) 1838-1842
- Chauncey Fitch Cleveland (Demokrat) 1842-1844
- Roger Sherman Baldwin (Whig) 1844-1846
- Isaac Toucey (Demokrat) 1846-1847
- Clark Bissell (Whig) 1847-1849
- Joseph Trumbull (Whig) 1849-1850
- Thomas Hart Seymour (Demokrat) 1850-1853
- Charles H. Pond (Demokrat) 1853-1854
- Henry Dutton (Whig) 1854-1855
- William T. Minor (Nacionalni republikanec) 1855-57
- Alexander H. Holley (Republikanec) 1857-1858
- William A. Buckingham (Republikanec) 1858-1866
- Joseph R. Hawley (Republikanec) 1866-1867
- James E. English (Demokrat) 1867-1869
- Marshall Jewell (Republikanec) 1869-1870
- James E. English (Demokrat) 1870-1871
- Marshall Jewell (Republikanec) 1871-1873
- Charles R. Ingersoll (Demokrat) 1873-1877
- Richard D. Hubbard (Demokrat) 1877-1879
- Charles B. Andrews (Republikanec) 1879-1881
- Hobart B. Bigelow (Republikanec) 1881-1883
- Thomas M. Waller (Demokrat) 1883-1885
- Henry B. Harrison (Republikanec) 1885-1887
- Phineas C. Lounsbury (Republikanec) 1887-1889
- Morgan G. Bulkeley (Republikanec) 1889-1893
- Luzon B. Morris (Demokrat) 1893-1895
- O. Vincent Coffin (Republikanec) 1895-1897
- Lorrin A. Cooke (Republikanec) 1897-1899
- George E. Lounsbury (Republikanec) 1899-1901
- George P. McLean (Republikanec) 1901-1903
- Abiram Chamberlain (Republikanec) 1903-1905
- Henry Roberts (Republikanec) 1905-1907
- Rollin S. Woodruff (Republikanec) 1907-1909
- George L. Lilley (Republikanec) 1909
- Frank B. Weeks (Republikanec) 1909-1911
- Simeon E. Baldwin (Demokrat) 1911-1915
- Marcus H. Holcomb (Republikanec) 1915-1921
- Everett J. Lake (Republikanec) 1921-1923
- Charles A. Templeton (Republikanec) 1923-1925
- Hiram Bingham (Republikanec) 1925
- John H. Trumbull (Republikanec) 1925-1931
- Wilbur Lucius Cross  (Demokrat) 1931-1939
- Raymond E. Baldwin (Republikanec) 1939-1941
- Robert A. Hurley (Demokrat) 1941-1943
- Raymond E. Baldwin (Republikanec) 1943-1946
- Wilbert Snow (Demokrat) 1946-1947
- James L. McConaughy (Republikanec) 1947-1948
- James C. Shannon (Republikanec) 1948-1949
- Chester Bowles (Demokrat) 1949-1951
- John Davis Lodge (Republikanec) 1951-1955
- Abraham A. Ribicoff (Demokrat) 1955-1961
- John N. Dempsey (Demokrat) 1961-1971
- Thomas J. Meskill  (Republikanec) 1971-1975
- Ella T. Grasso (Demokrat) 1975-1980
- William A. O'Neill (Demokrat) 1980-1991
- Lowell P. Weicker mlajši (A Connecticut Party) 1991-1995
- John G. Rowland (Republikanec) 1995-2004
- M. Jodi Rell (Republikanec) 2004-2011
- Dannel Malloy (Demokrat) 2011-2019
- Ned Lamont (Demokrat) 2019-danes